# City Hunter XYZ
Pour plus de détails, voir Fiche technique et Distribution.
City Hunter XYZ est un fan film réalisé par Filip Wong. Après une projection en 2019, il est mis en ligne sur Youtube le 27 avril 2020. Il s’agit d’une adaptation en prises de vues réelles de la première partie de l’arc de la poussière de l'ange (Angel Dust) du manga City Hunter de Tsukasa Hōjō.
Projet réalisé dans l'optique de rendre hommage à l'œuvre de Tsukasa Hōjō à l'occasion des 30 ans du manga en 2015, le fan film a nécessité 4 ans et demi de développement pour un budget de seulement 800 euros.

## Synopsis

Alexandre Nguyen dans le rôle de Ryo Saeba.

Pour éliminer Tadashi Nishioka, puissant chef Yakuza de la région du Kanto, le Cartel International de drogue de l’Union Teope fait appel aux célèbres nettoyeurs de Shinjuku, City Hunter. Face au refus de ces derniers d’honorer le contrat, l’Union Teope n’a pas d’autre choix que de les faire taire à jamais…

## Fiche technique
- Titre original et français : City Hunter XYZ[2]
- Réalisation et scénario : Filip Wong
- Photographie : Alex Moyroud
- Action Director et Fight chorégraphie : Laurent Demianoff
- Assistant Fight Chorégraphie : Raimundo Querido
- 1er Assistant : Clément Meynié
- Mixage son : Eyal Shaltiel
- Make Up Artist : Prunelle Chaix-Peretto
- Sound Design : Nicolas Zuber
- Musique : Laurent Andrieu et Ambre Kuropatwa
- Budget approx. : 800 €
- Pays d'origine : France
- Langues originales : anglais, espagnol et japonais
- Format : couleurs – 4/3 — son Dolby Digital
- Genre : Polar/action
- Durée : 32 min 48

## Distribution
- Alexandre Nguyen : Ryo Saeba
- Fred Aklan : Hideyuki Makimura
- Rui Silva : Garcia
- Mister Puma : Alfonso
- Ambre Kuropatwa : Alexia
- Anthony Pho : Tanaka
- Soraya Archimbaud : Tania
- Elise Pillet : Kaori Makimura

Ambre Kuropatwa interprétant Come as you are.

- Laurent Demianoff : Ryosuke Kaibara
- David Demianoff : Van Lock
- Jacky Latulipe : Léonardo Silva
- Fred Nicolosi : Mama Erika

## Production

Mister Puma avec Filip Wong sur le tournage de City Hunter XYZ.

### Genèse et développement
Initié fin 2014 par Filip Wong dans l'optique de rendre hommage à son héros de jeunesse Ryo Saeba et à l'œuvre de Tsukasa Hojo, le fan film City Hunter XYZ devait être le premier opus d'une série de quatre fans films de City Hunter, calquée sur le même modèle que les OAV (d’une durée de 32 minutes environ chacun). La série des fans films devait réadapter l’arc de l’Angel Dust du manga (depuis la mort de Hideyuki Makimura jusqu’à l'apparition de Shin Kaibara, le père adoptif de Ryo Saeba), partie qui n’avait pas été adaptée en dessin animée à l’époque. L'approche choisie est celle d'une « adaptation ultra sombre, réaliste et violente » d'après Filip Wong.
Le fan film City Hunter XYZ devait être diffusé à la Japan Expo 2015 à l'occasion des 30 ans du manga, mais seul le trailer y fut présenté.

### Tournage
Le film est en partie tourné dans le quartier de Shinjuku à Tokyo, qui constitue d'après le réalisateur « un personnage à part entière de City Hunter ».

### Sortie
City Hunter XYZ a été projeté pour la première fois le 30 octobre 2019 au cinéma la Commune Image (Saint-Ouen-sur-Seine). Il est diffusé sur YouTube le 27 avril 2020.